# Felix Santschi
Felix Santschi (n. 1 decembrie 1872, Bex, cantonul Vaud, Elveția – d. 20 noiembrie 1940, Lausanne, cantonul Vaud, Elveția) a fost un entomolog elvețian cunoscut pentru descoperirea faptului că furnicile folosesc soarele ca busolă și pentru că a descris aproximativ 2000 taxoni de furnici.
Santschi este cunoscut pentru munca sa de pionierat asupra abilităților de navigație ale furnicilor. Într-un experiment, el a investigat modul în care furnica de recoltare a folosit cerul pentru a naviga. El a descoperit că, atâta timp cât chiar și un mic petec de cer a fost vizibil, furnicile ar putea reveni direct la cuib după colectarea de alimente. Cu toate acestea, când cerul a fost complet ascuns, și-au pierdut simțul direcției și au început să se miște la întâmplare. Aproximativ șaptezeci de ani mai târziu s-a demonstrat că furnicile sunt ghidate de polarizarea luminii.